# クリプトビオシス
クリプトビオシス（英語: cryptobiosis、「隠された生命活動」の意）は、クマムシなどの動物が乾燥などの厳しい環境に対して、活動を停止する無代謝状態のこと。水分などが供給されると復活して活動を開始する。乾眠とも。

## 概説
クリプトビオシスを行なう生物として、クマムシ（緩歩動物門）、ワムシ（輪形動物門）、ネムリユスリカ（節足動物門）が挙げられる。いずれも乾燥状態になるにつれて、体内にトレハロースという糖を蓄積している。そのトレハロースの作用は、分子の運動を制限する状態を維持するためにガラス化して組織を保持する説と、水の代わりに入り込む水置換説、あるいはそれらの作用が複合的に関与しているとも考えられている。
動物以外でも、特にコケ植物は少なからぬ種が乾眠の能力を持っており、岩の上や、都市部のアスファルトやコンクリートにも着生することができる。コケの乾眠にもやはり蔗糖など糖類の作用や、アブシシン酸といった植物ホルモンが関わっているものと考えられている。なお、こうしたコケの中にはクリプトビオシスするクマムシや線虫、ワムシ類などが生息していることが多く、これらの生物が同じような環境で共に進化してきたことがうかがえる。

## 生活環との関連
大まかに、普段の生活状態からいつでもクリプトビオシスに入れるものと、生活環の中の特定の段階のみがそうなれるものとがある。
- クマムシ・ワムシなどは大抵普通の活動中の個体を、比較的ゆっくりと乾燥させることでクリプトビオシスの状態にさせることができる。また、休眠中のものに水を与えれば、すぐに活動状態に戻る。これらの動物はたとえば地上のコケ類の間に生活しており、乾燥が始まるとすぐに活動を中断して休眠し、水が得られるとすぐに活動を続けるという生活をしているものと考えられている。
- アルテミアやミジンコなどでは休眠卵がこれに当たる。これらの動物では生息環境の水が無くなると親は死滅し、卵のみが乾燥に耐えて生存する。ミジンコでは環境条件のよい時期には単為発生によって繁殖し、条件が悪くなると雄を生じて交尾によった卵を産むが、この卵のみが耐久卵になる。